# Rijnsburg
Rijnsburg is een dorp in de gemeente Katwijk in de Nederlandse provincie Zuid-Holland. Het overwegend protestants-christelijke Rijnsburg staat vooral bekend om zijn bloembollenteelt en zijn vestiging van FloraHolland. Rijnsburg ligt in de Duin- en Bollenstreek.
De gemeente Rijnsburg is per 1 januari 2006 gefuseerd met de gemeenten Katwijk en Valkenburg tot de nieuwe gemeente Katwijk met ruim 60.000 inwoners. Sinds die datum is Rijnsburg een woonkern geworden van de gemeente Katwijk. In 2023 had de plaats Rijnsburg 17.110 inwoners. De bevolking wordt in de gemeente Katwijk vaak met het locofaulisme Uien aangeduid.

## Geschiedenis
Hoewel er voor de jaartelling al mensen op de gronden van Rijnsburg woonden, was er in de zesde eeuw pas sprake van een echt dorp. De Friezen hadden zich hier gevestigd en archeologische vondsten wijzen erop dat sprake was van een elitaire nederzetting. Een kerkelijk geschrift uit 750 spreekt van 'Rudolfsheim dat nu Rinasburg wordt genoemd'. Op 10 augustus 975 won graaf Dirk II in Rinasburg een gevecht tegen de West-Friezen. Uit dankbaarheid stichtte hij een kapel voor de heilige Laurentius.

### Abdij
Begin 12e eeuw stichtte Petronilla van Lotharingen een abdij voor adellijke nonnen, naast de Laurentiuskapel. Dertig abdissen zouden in de loop der jaren de abdij bestuurd hebben. In 1570 werd het klooster verwoest, maar de zuidelijke toren is bewaard gebleven.

### Koningin Wilhelminaboom
Op 4 september 1898 werd de Wilhelminaboom ter ere van de achttiende verjaardag van prinses Wilhelmina, later Koningin Wilhelmina, feestelijk geplant. Deze boom, die in het centrum van het "oude" Rijnsburg geplaatst is, was tijdens de bezettingsjaren van de Duitsers (1940 - 1945) een symbool van lijdelijk verzet tegen haar bezetter. De Wilhelminaboom werd in de nacht van 30 op 31 augustus 1941 feestelijk versierd. Later werden wegens dit verzet burgemeester Höweler en willekeurig dertig inwoners van Rijnsburg opgepakt en gevangengezet in de strafgevangenis Oranjehotel in Scheveningen. De Duitse bezetter heeft enkele dagen hierna de boom getracht te vergiftigen, maar de Wilhelminaboom heeft tot heden stand gehouden. Het hekwerk is inmiddels wel aangepast.

## Bezienswaardigheden
- Museum Het Spinozahuis
- Hervormde kerk, deels uit het jaar 1578, afkomstig van een voormalige kerk uit de Hoofdstraat (toen Dorpsstraat) in Noordwijk, met romaanse toren uit de 12e eeuw, een restant van de kerk van de abdij van Rijnsburg;
- De Vliet
- Verschillende oude woonhuizen langs De Vliet
- Rijnsburg telt 7 rijksmonumenten.
- Koningin Wilhelminaboom (Zie: Lijst van beelden in Katwijk)
- Rijnsburgs bloemencorso
- Lijst van oorlogsmonumenten in Katwijk
- Lijst van gemeentelijke monumenten in Rijnsburg
- Lijst van beelden in Katwijk

## Sportverenigingen
Met meer dan 1.300 leden is voetbalvereniging Rijnsburgse Boys de grootste sportvereniging van het dorp. De club werd in 1930 opgericht en werd in het seizoen 2005/06, 2006/07 en 2008/09 afdelingskampioen van de Hoofdklasse, het toenmalige hoogste amateurniveau van Nederland. Hoewel het drie keer kampioen werd, kon het alle keren geen beslag leggen op het algeheel amateurkampioenschap. Het eerste elftal van Rijnsburgse Boys komt in 2020 uit in de Tweede Divisie.
Korfbalvereniging K.V. Madjoe bestaat uit circa 350 leden en maakt in de winter gebruik van de sporthal die op het terrein van de voetbalclub staat. Het eerste elftal komt in 2020 uit in de derde klasse van de wedstrijdsport.
In Sportschool Multisport worden vele vormen van fitness beoefend. Ook wordt er les gegeven. Op vechtsportgebied wordt er les gegeven in karate en judo.
Tennisvereniging t.v. de Rijnkanters is gelegen aan het waterbospark. Het is opgericht op 20 juni 1974 en heeft acht gravelbanen.

## Bekende Rijnsburgers

### Geboren
- Joachim Oudaen (1628-1692), dichter en toneelschrijver
- Sara Maria Bouman-van Tertholen (1878-1950), schrijfster van kinderliedjes en -versjes
- Pim Jungerius (1933-2023), geograaf en hoogleraar
- Henk Binnendijk (1934), evangelist, tv-presentator, tv-programmamaker, christelijk schrijver
- Eberhard van der Laan (1955-2017), burgemeester van Amsterdam
- Anton Doornhein (1960) organist
- Gert van der Vijver (1966), zandkunstenaar
- Jolanda Grimbergen (1967), marathonschaatsster[2]
- José van Egmond (1968), politica
- Petra Grimbergen (1970), wielrenster en (marathon)schaatsster
- Jan Siemerink (1970), tennisser
- Marcus van Teijlingen (1973), stijldanser
- Petra Hogewoning (1986), voetbalster
- Nick Driebergen (1987), zwemmer
- Richard van Nieuwkoop (1987), voetbaldoelman
- Diewertje Dir (1989), actrice (Superjuffie)
- Anne van Egmond (2004), voetbalster

### Woonachtig geweest
- Benedictus de Spinoza (1632-1677), filosoof
- Edzard van der Laan (1910 - 1983) Arts, Verzetsstrijder tijdens de Tweede Wereldoorlog
- Hanneke Groenteman (1939), presentatrice, verslaggeefster. Ondergedoken tijdens de Tweede Wereldoorlog
- Henk Post Post (1900-1982) predikant, verzetsstrijder Tweede Wereldoorlog

## Zusterstad
Siegen, Duitsland. (Sinds 1963. De stedenband is na de gemeentelijke herindeling in 2006 van de gemeente Rijnsburg op de gemeente Katwijk overgegaan.)